# Valvola ileo-ciecale
La valvola ileocecale (o ileo-cecale) è uno sfintere muscolare che divide la parte terminale dell'intestino tenue (ileo) dal cieco, impedendo al chilo, una volta entrato nel cieco, di rifluire nel tenue. Costituisce il punto di collegamento tra i due intestini.
Circa due litri di fluido entrano ogni giorno nel colon attraverso la valvola ileocecale. Tale valvola è l'unico sito nel tratto gastrointestinale che viene utilizzato per produrre la vitamina B12 e assorbire l'acido biliare.
La valvola ileocecale viene anche chiamata valvola Tulp (dal medico olandese Nicolaes "Tulp" Pietersz), valvola di Varolio (dall'anatomista italiano Costanzo Varolio) o valvola di Bauhino (dal botanico svizzero Gaspard Bauhin, che la descrisse nel 1588).

## Anatomia
L'istologia della valvola ileocecale mostra un brusco cambiamento da una mucosa villosa tipica dell'ileo a una mucosa più colonnare. La sua struttura è tipicamente papillosa. La muscolatura esterna e la mucosa muscolare vanno incontro a un ispessimento. La valvola è composta da due pieghe che confluiscono nell'intestino crasso, ha lo scopo di non permettere il reflusso cieco-ileale. Il tessuto linfatico è presente in quantità variabile.

## Patologia
Durante la colonscopia, la valvola ileocecale viene utilizzata, insieme all'orifizio appendicolare, nell'identificazione del cieco. La valvola ileocecale si trova tipicamente sull'ultima piega prima di entrare nel cieco, e può essere posizionata nella direzione di curvatura dell'orifizio appendicolare, in quello che è noto come il segno dell'arco e della freccia.
L'intubazione della valvola ileocecale viene eseguita in colonscopia per valutare la parte distale o più bassa dell'ileo. L'endoscopia dell'intestino tenue può essere eseguita anche mediante enteroscopia a doppio palloncino attraverso l'intubazione della valvola ileocecale. I tumori della valvola ileocecale sono rari, ma sono stati riportati in letteratura.